# ニコロ・ナッツオーニ
ニコロ・ナッツオーニ（Niccoló Nasoni、1691年6月2日 - 1773年8月30日）はポルトガルで活躍したイタリア人建築家。
フィレンツェ近郊に生まれた後、1731年ポルトガルに移住し、その地において主要なバロック建築家のひとりとなった。
主な作品はポルトのサン・ペドロ・ド・クレリゴス教会（1732－1750）で、大胆な形態で立ち上る階段を内包した非常に豊かな装飾がファサードに施された楕円形平面の壮大で印象的な教会堂である。